# آنا ساندستروم
آنا ساندستروم (بالسويدية: Anna Sandström)‏ هي تربوية سويدية، ولدت في 3 سبتمبر 1854 في Kungsholmen ‏ في السويد، وتوفيت في 26 مايو 1931 في ستوكهولم في السويد.

## حياتها المبكرة

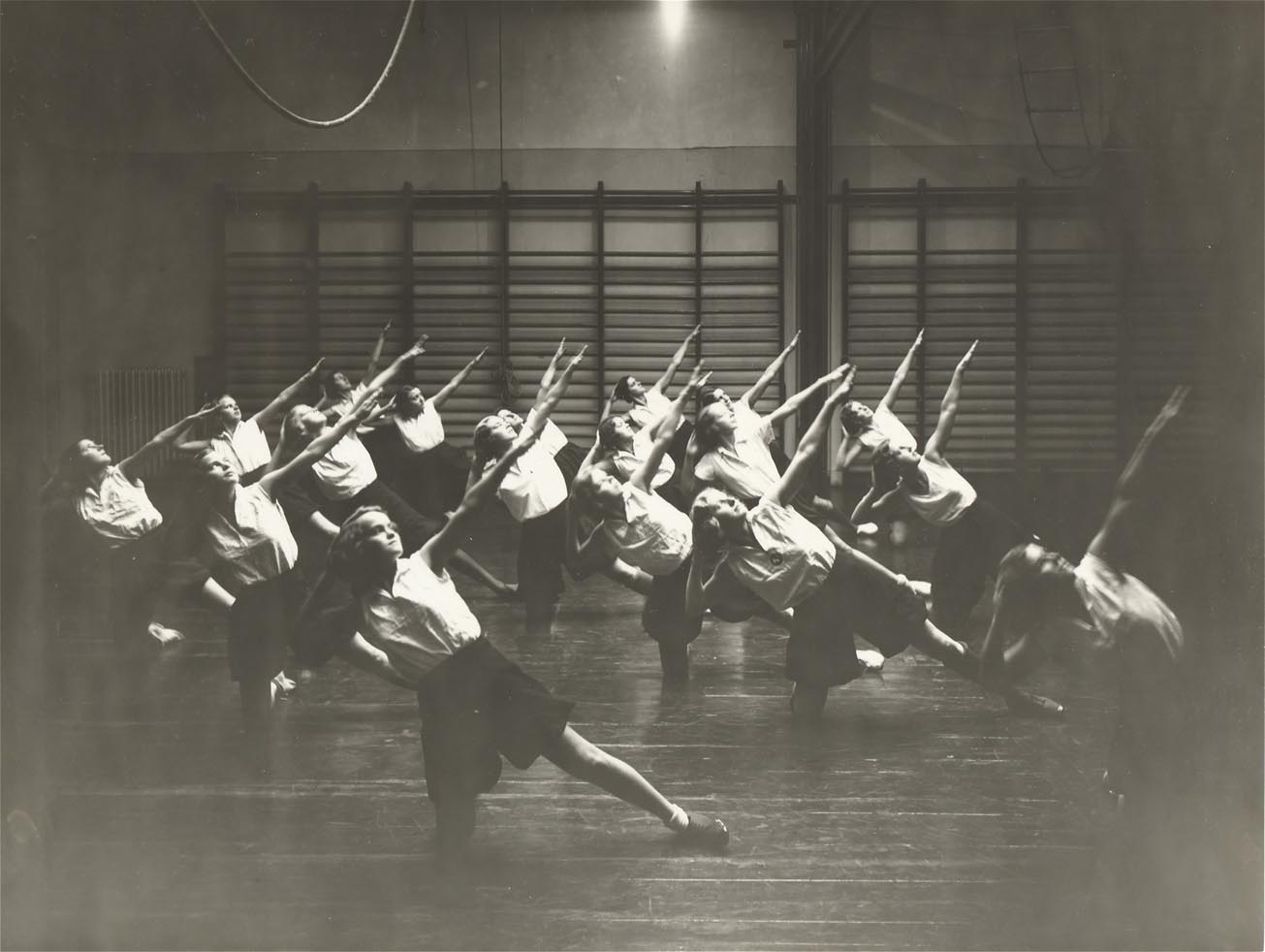
درس الجمباز مدرسة آنا ساندستروم

آنا ساندستروم هي ابنة المدير كارل إيريك ساندستروم وآنا إيريكا هالستروم.
بعد وفاة والدها المبكرة ترعرعت كابنة بالتبني لكولونيل هجالمار هاجبرج. وبسبب وظيفة والدها بالتبني تنقلت معه في البلاد في مناصبه العسكرية، وغالبا ما أجبرها هذا على الانقطاع عن تعليمها. تعلمت في مدرسة دار المعلمين الملكية للفتيات ومعهد التعليم الملكي في ستوكهولم، حيث تخرجت معلمة في عام 1874. كانت الفتيات قد منحن حق ارتياد الجامعة في السويد في الفترة التي تخرجت فيها، لكن لم تتح لها الفرصة لترتادها.
توظفت بصفة معلمة في مدارس أوهلين للبنات منذ عام 1874 حتى 1882، ومنذ عام 1881 حتى 1883 في مؤسسة التعليم العالي للبنات في ستوكهولم.
لم تكن ترتاح في بيئة مدارس البنات وانتقدت التعليم الذي كانت تقدمه لطلابها. استمرت في تثقيف نفسها ذاتيا فدرست التاريخ والأدب الفرنسي والسويدي واللاتينية، كما درست ما نشره المصلحون التربويون.

## مصلحة تربوية
برزت آنا لأول مرة في النقاشات التربوية العامة عام 1880 من خلال مقالتها «هل تعطينا مدارس بناتنا سببا للتذمر فقط؟» في المجلة النسوية «مجلة المنزل»، التي أسستها صوفي أدليرسبار. انتقدت تحت اسم رجل مستعار «أوفي» التعليم الجامد والمقولب وتركيزه الصارم على اللغات. كانت اللغة الفرنسية هي المميز الرئيسي للنساء الأكاديميات المثقفات، بينما كانت اللاتينية المميزة للرجال.
وفي عام 1882 نشرت تحت ذات الاسم المستعار كتابا بعنوان: المذهب الواقعي في التعليم وفي معرفة اللغة وتعلمها، والذي أثار كثيرا من الاهتمام حوله. وهذا ما يعتبر نقطة البداية التي جمعت مختلف المصلحين التربويين النقاد في نهايات القرن التاسع عشر في السويد ووحدهم من أجل إصلاح التعليم، وقد اعتُقد بأن المؤلف رجل ذو مكانة أكاديمية مرموقة؛ وأسست بالاعتماد على اسم يوفي (الذي كان هي في الحقيقة) مجموعة حوارية أدبية أسمتها (دائرة يوفي) مكونة من مصلحين تربويين ونشطت بين عامي 1883 و1892، ومن بين الأعضاء البارزين كان فريدريك رنكويست وفريدتجوف بيرغ وهجلمار بيرغ وسغفريد ألمكيست وصوفي ألمكيست ونيلز لاغيرستيدت. أسست المجموعة مدرستين مختلطتين، ونشرت مقالات ثورية وكتب في التعليم، ورتبت اجتماعات دولية للمدارس مع مجموعات مشابهة في الدنمارك والنرويج، وأسست المكتبة التربوية بالإضافة إلى الجمعية التربوية التي حلت محل دائرة يوفي عام 1892.
كانت آنا عضوا في مجلس الجمعية التربوية منذ 1892 حتى 1902، وكانت عضوا رئيسيا وكثير المشاركة في اجتماعات مدارس البنات للأساتذة والمصلحين التربويين التي عقدت في السويد بين الأعوام 1879-1901 لمناقشة قضايا تخص تعليم الإناث، وأدارتها مدارس البنات حتى إدخال التعليم المختلط.

## مسيرتها المهنية التربوية
شاركت آنا عام 1883 في تأسيس مدرسة «المدرسة الجديدة» المختلطة في ستوكهولم مع زميلها فريدريك رنكويست، وسميت منذ عام 1886 مدرسة آنا ساندستروم وكانت مديرتها منذ 1883 حتى 1926. أسست هذه المدرسة اعتمادا على اسمها المستعار المذكر مجهول الهوية «يوفي» الذي مدحت أفكاره جداً. وكان هدفها تحقيق أفكارها التي طرحتها في كتابها عام 1882 في هذه المدرسة، واستخدمتها لتجرب أفكارها التربوية من خلال الخبرة العملية.
لم تحب آنا مدارس الفتيات وكانت مؤيدة للتعليم المختلط بشدة، كما آمنت بشدة في التعليم الفردي، وذلك بإيجاد وتطوير موهبة كل طفل وأن تفعل ذلك بجعل كل مادة «حية» من خلال الأدب؛ آمنت بأن التعلم يجب أن يكون بالخبرة أكثر من كونه بحفظ الأفكار من الكتب.
وفي عام 1900 أسست معهد «آنا ساندستروم العالي للمعلمين» للمعلمات في ستوكهولم، الذي أدارته بين عامي 1900-1926 واعتبر بديلا لمعهد المعلمين العالي الملكي.
وكان مقدرا لأفكار آنا التي جربتها في مدارسها الخاصة أن يكون لها أثر عظيم على الإصلاح في الكليات العامة في عام 1905 و1928 وعلى الخطط التربوية المعاد صياغتها لعام 1919. ومنحت عام 1904 الوسام الملكي السويدي للإنجاز المميز نظرا لعملها الطويل و«الناجح في حقل تعليم الشابات».

## محررة
أسست عام 1883 مع ف. لارس هوكربرغ (1851-1924) الصحيفة الثورية فيرناندي، وحررتها بين عامي 1883-1929. طرحت الصحيفة نفسها بصفتها صحيفة ناطقة باسمها المستعار يوفي، وهو مؤلف كتابها الإصلاحي الشهير جدا «المذهب الواقعي في التعليم وفي معرفة اللغة وتعلمها» منذ عام 1882، ولم يكن معروفا بأن يوفي هي، واعتقد أنه رجل أكاديمي حقيقي. أصبحت الصحيفة هي الصحيفة التربوية الرائدة في السويد حتى عشرينيات القرن العشرين وغالبا ما نشرت مقالات بأقلام الرواد التربويين البارزين.

## ناشطة نسوية
انتمت آنا إلى الدائرة المحيطة بمؤسسي حركة حقوق المرأة فريدريكا بريمر فوربنديت ومن بينهم صوفي ألديرسبار التي نشرت في الصحيفة أول مقال لها كمصلحة في عام 1884. وخلال تسعينات القرن التاسع عشر كانت من المشاركين المعروفين في الجدل حول النوع الجنسي من خلال مقالاتها في صحيفة فريدريكا بريمر فوربنديت. ثم قدمت الخط الثوري للحركة النسوية التي اعتبرت أن للرجال والنساء خصوصيتهما الفردية ودافعت عن حقوقهم في إنماء شخصياتهم  بخلاف الأدوار الجنسية، كما رفضت نسوية «الاختلاف» التي طرحتها إلين كي التي طالبت بمساواة الحقوق للنساء والرجال، لأن اختلافاتهما يمكن أن تكمل المجتمع وتفيده؛ وبدلا من ذلك طالبت بتساوي الحقوق من وجهة النظر القائلة بأن الرجال والنساء ولدوا متساويين والاختلاف الطبيعي بينهم فقط من الناحية الفردية أكثر من كونه اختلاف رجل وامرأة؛ وأن خلق الاختلافات النفسية من خلال الأدوار الجنسية المصطنعة بدلا من مساعدة الأفراد على تطوير مواهبهم وطموحاتهم مجرد تبذير في الموارد الإنسانية. وبهذا أصبحت واحدة من أبرز الشخصيات النسوية السويدية. وطبعت مقالاتها وبيعت منفصلة، وفي مقالتها عام 1898 المعنونة «في أية ظروف يمكن للحركة النسوية أن تكون ذات أهمية للثقافة والتقدم؟» صرحت بأن المساواة بين الجنسين لم تكن ضرورية فقط من أجل التقدم الشخصي لكل فرد بل كانت ضرورية أيضا لجعل الزواجات السعيدة ممكنة ولتنشئ مجتمعا غنيا. ركزت في سنواتها الأخيرة على مسائل تخص تعليم الفتيات بشكل خاص أكثر من قضايا النوع الجنسي بشكل عام.